# Syedra (genre)
Pour les articles homonymes, voir Syedra.
Genre
Syedra est un genre d'araignées aranéomorphes de la famille des Linyphiidae.

## Distribution
Les espèces de ce genre se rencontrent en écozone paléarctique sauf Syedra scamba du Congo-Kinshasa.

## Liste des espèces
Selon World Spider Catalog (version 26, 19/02/2025) :
- Syedra apetlonensis Wunderlich, 1992
- Syedra gracilis (Menge, 1869)
- Syedra myrmicarum (Kulczyński, 1882)
- Syedra nigrotibialis Simon, 1884
- Syedra oii Saito, 1983
- Syedra parvula Kritscher, 1996
- Syedra scamba (Locket, 1968)
- Syedra yuelushanensis Irfan, Zhang & Peng, 2025

## Systématique et taxinomie
Ce genre a été décrit par Simon en 1884 dans les Theridiidae.

## Publication originale
- Simon, 1884 : Les arachnides de France. Paris, vol. 5, p. 180-885 (texte intégral).